# Публій Ліциній Красс (легат)
Пу́блій Ліци́ній Красс (лат. Publius Licinius Crassus, 83 до н. е./82 до н. е. — 53 до н. е.), також відомий як Публій Ліциній Красс Дів (лат. Publius Licinius Crassus Dives) — політичний та військовий діяч Римської республіки. Син Марка Ліцинія Красса, консула, що був при посаді в 70 та 55 роках до н. е. 

## Родина
Публій походив з впливового роду Ліциніїв, виріс в традиційній сім'ї, яку Плутарх охарактеризував як стабільну і порядну. Невідомо точно, хто був старше - Публій або його брат Марк. Рональд Сайм виступає в підтримку того, що Марк був старшим, а Публій -  молодшим братом, але більш талановитим.
Публій, на відміну від своїх однолітків, мав батьків, які прожили в шлюбі 35 років до самої смерті старшого Красса. Старший брат Марк Красс, дотримавшись стародавнього звичаю, одружившися на Тертуллі, вдові свого старшого брата, який загинув під час громадянської війни 83-82 до н.е.
Повернувшись до Риму, Публій одружився з Корнелією Метеллою, інтелектуально обдарованою дочкою Квінта Метелла Сципіона. Дітей у нього не було, а після смерті Публія, вдова вийшла заміж за Помпея Великого.

## Ранні роки
Філософ-Перипатетик Олександр  був приєднаний до дому Красса і зробив свій внесок у виховання хлопчиків. Олександр затвердив позитивну філософську позицію, ігноруючи матеріальні цінності. Періпатичні течії часу мало чим відрізнялися від філософії Академії Платона, представленої Антіохом з Аскалону, який підкреслював знання як найвищу цінність. Періпатетики та академіки, за словами Цицерона, забезпечили найкращу ораторську підготовку. Молодий Красс стрімко розвивався в навчанні, навіть Цицерон славив його здібності як спікера, а в Бруті розміщує його в компанії обдарованих молодих ораторів, чиє життя закінчилося, перш ніж вони могли реалізувати свій потенціал.
Також, трохи відомо про політичні переконання Публія. Незважаючи на його зв'язки з Цезарем, він захоплювався і був вірним Цицерону і відігравав посередницьку роль між Цицероном і старшим Крассом, який часто стикався з виразним оратором. У дружбі з Цицероном Публій показав певну політичну незалежність. Цицерон, мабуть, сподівався, що він зможе відвернути талановиту молоду людину від популістського і мілітаристського шляху на прикладі дідуся консула, чия політична кар'єра була традиційною та помірною.  Цицерон майже завжди говорить про молодого Красса із схваленням і прихильністю, критикуючи лише його нетерплячі амбіції. Публій глибоко поважав Цицерона і сприяв його замиренню зі своїм батьком.

## Військова кар'єра
Публій Красс увійшов в історію як один з воєначальників Цезаря під час Галльської війни. Цезар ніколи не зазначав його точне військове звання, що стало предметом дебатів, хоча грецький історик Діон Кассій вважав його саме легатом. На третьому році війни Цезар називає Публія -  "дуксом", терміном військового керівництва, який він використовує в інших місцях лише з посиланням на кельтських генералів. Неформальність цієї фрази посилюється описуючим додатковим словом, як adulescentulo duce, що означає "дуже молодий" або "неповнолітній лідер". 
У перший рік війни Цезар та його кельтські союзники Едуї боролися проти кельтських Гельветів, а також напали на германських Свебів та їхніх союзників під керівництвом Аріовіста. Публію Крассові довірил командувати кавалерією у вирішальної битви проти свебів у 58 році до н.е. 
У 57 р. до н.е. Цезар вів війну в північній Галлії проти кельтського племені белгів. В цей час Публій був призначений командиром VII легіон, який зазнав значних втрат проти племен Нервіїв під час недавньої битви при Сабісі. Роль Публія в цій битві невідома, але після неї Цезар відправив Красса в Арморику.   У 56 році до н. е. провів досить успішну військову кампанію в Аквітанії.
У 54-53 року до н. е Публій Ліциній приєднався до батька в його провінції Сирії взимку з тисячею галльських вершників, надісланих Цезарем.
Кульмінацією парфянской кампанії Красса стала Битва при Каррах, що відбулася навесні 53 року до н. е. Командувати одним з флангів старший Красс доручив Публію. За наказом Kpacca його син узяв 1300 вершників, 500 лучників і 8 когорт піхоти і повів їх в обхід в атаку. Парфяни почали поспішно відступати, загін під командуванням молодого Kpacca кинувся їх переслідувати. Як тільки загін римлян відійшов від своїх головних сил, парфяни великими силами контратакували його, оточили латників і стали вражати римських воїнів стрілами. Загін римської кінноти спробував прорвати кільце оточення, але його атака була відбита парфянських вершниками. Римський загін спробував відступити, проте відступ був не вдалий. Молодий Красс наказав рабу заколоти себе, інші командири наклали на себе руки.

## Політична кар'єра
Наприкінці 56 року до н. е. повернувся до Риму і привів з собою тисячу галльських вершників. Їх присутність вплинула на вибори консула на майбутній рік, тому були обрані на консульських виборах його батько Марк Красс  і Гней Помпей Великий. 
Незабаром Публій Красс був призначений монетаріем. За часів пізньої Республіки ця посада давала можливість, досягши віку 30 років, претендувати на посаду квестора. У 55 році до н. е. займався карбуванням монети на посаді монетарія. Також Красс був обраний авгурів, замінивши Луція Ліцинія Лукулла. Хоча авгури не мали політичної влади, їх право не давати релігійного згоди було рівносильно праву вето. 
Під час перебування в Римі Публій одружився з Корнелією Метеллою, якій на той момент було 16 або 17 років. Політична цінність шлюбу для Публія полягала в придбанні родинних зв'язків з фракцією консервативних сенаторів, які виступали за збереження прав аристократичної олігархії.
У 56 році до н. е. за угодою тріумвірів Марку Красс отримав в управління Сирію, яку він вирішив використовувати в якості бази для походу на парфян.